# Kaj Jensen
Kaj Jensen (ur. 19 lutego 1942 w Odense, zm. 29 listopada 2016) – duński kolarz torowy i szosowy, dwukrotny medalista mistrzostw świata.

## Kariera
Największe sukcesy w karierze Kaj Jensen osiągnął w 1962 roku, kiedy podczas torowych mistrzostw świata w Mediolanie zdobył dwa medale. Wspólnie z Bentem Hansenem, Kurtem vid Steinem i Prebenem Isakssonem zajął drugie miejsce w drużynowym wyścigu na dochodzenie, a indywidualnie był najlepszy wśród amatorów, bezpośrednio wyprzedzając Belga Hermana Van Loo oraz Holendra Jacoba Oudkerka. Ponadto Jensen wielokrotnie zdobywał medale mistrzostw kraju, zarówno w kolarstwie torowym, jak i szosowym, w tym dwa złote. Nigdy jednak nie wystartował na igrzyskach olimpijskich.